# Saint-Cyr, Vienne

Saint-Cyr este o comună în departamentul Vienne, Franța. În 2009 avea o populație de 1,024 de locuitori.